# Седма македонска ударна бригада
Седма македонска ударна бригада НОВЈ (Битољско-преспанска бригада) формирана је 22. августа 1944. године у селу Певкотону (Зборско) на планини Кожуф. Приликом формирања у њен састав је ушао батаљон „Стив Наумов“ и људство из битољског краја, које је дотад дејствовало на подручју Тиквеша, Кожуфа, у саставу Друге македонске бригаде као Трећи (битољски) батаљон. Имала је три батаљона с укупно 400 бораца, а крајем септембра 2.100 бораца. Командант бригаде био је Васко Карангелески, а политички комесар Петар Божиновски.
Од 10. октобра, бригада је била у саставу 49. македонске дивизије. Након формирања, пребацила се на подручје Битоља. Уз пут је нападала бугарске граничне карауле на Кајмакчалану и разоружала више војника. До капитуалције Бугарске, 9. септембра, извршила је неколико успешних напада на бугарске посаде у Преспи, код Сир-Хана, Покрвеника, Шурленаца, Стења, Подмочана и запленила већу количину оружја и муниције, а затим је до краја октобра нападала немачке колоне на путу Битољ–Ресан.
Док су јединице 41. и 49. дивизије 2. новембра 1944. ослободиле Прилеп, бригада је у рејону села Тополчана и Загорана нападала немачке делове који се се пробијали из Битоља за Прилеп и код села Лознана уништила немачки воз с муницијом и ратном опремом. У саставу 49. дивизије, бригада је учествовала у ослобођењу Битоља 4. новембра, а са другим јединицама Петнаестог корпуса и у ослобођењу Кичева 15. новембра 1944. године.
После ослобођења Македоније, главнина људства расформиране Петнаесте бригаде ушла је у састав Седме бригаде. Убрзо затим, била је расформирана и 49. дивизија, па је део људства из бригаде ушао у јединице Корпуса народне одбране Југославије, а део у састав јединица 15. корпуса. Истовремено су у састав Седме бригаде ушли борци Четврте шиптарске бригаде, претежито Албанци. Бригада је са 15. корпусом 1945. учествовала у борбама за коначно ослобођење Југославије у Срему, Славонији и Козјанском.